# Distrikt Laredo
Der Distrikt Laredo liegt in der Provinz Trujillo in der Region La Libertad in West-Peru.
Der Distrikt Laredo wurde am 28. Dezember 1961 gegründet. Der 335,44 km² große Distrikt hatte beim Zensus 2017 37.206 Einwohner. Im Jahr 1993 lag die Einwohnerzahl bei 28.019, im Jahr 2007 bei 32.825. Verwaltungssitz ist die im Norden des Distrikts gelegene Stadt Laredo. Im Flusstal des Río Moche wird bewässerte Landwirtschaft betrieben, ansonsten herrscht Wüstenvegetation.

## Geographische Lage
Der Distrikt Laredo liegt 10 km östlich der Großstadt Trujillo. Er erstreckt sich über das Flusstal des unteren Río Moche, im Norden und Süden erheben sich die Berge der peruanischen Westkordillere. Der Distrikt Laredo grenzt im Westen an die Distrikte Moche, Trujillo und El Porvenir, im Nordosten an den Distrikt Huanchaco, im Nordosten an den Distrikt Simbal, im Osten an den Distrikt Poroto, im Südosten an die Provinzen Otuzco, Julcán und Virú sowie im Süden an den Distrikt Salaverry.